# Carnaby
Carnaby – wieś w Anglii, w hrabstwie East Riding of Yorkshire. Leży 37 km na północ od miasta Hull i 285 km na północ od Londynu. W 2001 miejscowość liczyła 300 mieszkańców.